# Paul Rode
Paul Rode (* 8. Februar 1901 in Saint-Ovenne, Département Deux-Sèvres; † 23. September 1948 in Paris) war ein französischer Mammaloge.

## Leben
Rode war der Sohn eines Lehrers. Er besuchte das Gymnasium in Niort, machte sein Baccalauréat und arbeitete von 1921 bis 1925 als Internatslehrer oder Repetent an verschiedenen weiterführenden Schulen. 1925 schloss Rode sein Studium an der Sorbonne mit einer Licence ès Sciences ab und erwarb im selben Jahr ein Biologiediplom. Von 1925 bis 1927 war er Repetent am Lycée Louis-le-Grand und von 1925 bis 1932 ehrenamtlicher Präparator im Biologielabor der École pratique des hautes études unter der Leitung von Étienne Rabaud. Von 1926 bis 1927 absolvierte er an der medizinischen Fakultät von Paris Praktika bei Auguste Prenant und Jean Gautrelet. Von 1927 bis 1929 war Rode Leiter der zoologischen Praktika am Institut national de recherche agronomique in Versailles. 1929 wurde er mit der Dissertation Recherches sur l'organe sensoriel latéral des Téléostéens zum Doktor der Naturwissenschaften promoviert. Im selben Jahr besuchte er den Lehrgang für Mikrobiologie am Institut Pasteur. Von 1929 bis 1931 war er als Präparator für praktische Arbeiten in Zoologie am Institut national de recherche agronomique tätig und anschließend trat er die Nachfolge von Paul Mathias am Muséum nationale d’histoire naturelle an, wo er als Assistent am Lehrstuhl für Zoologie (Säugetiere und Vögel) tätig war. Rode hielt von 1930 bis 1932 an der Pariser Philosophischen Fakultät naturwissenschaftliche Vorlesungen zur Vorbereitung auf die Dozentur an den Écoles Normales.
Rode wirkte von 1935 bis 1936 an einer gemeinsamen Expedition des Muséum nationale d’histoire naturelle und des Institut Pasteur nach Französisch-Westafrika (Guinea, Sudan, Senegal) mit. Anschließend wurde er für den Posten des stellvertretenden Direktors des Muséum nationale d’histoire naturelle nominiert. Er besuchte 1936 das British Museum of Natural History und 1938 die Vereinigten Staaten, wo er an der Jahrestagung der American Society of Mammalogists in Berkeley, Kalifornien, teilnahm. 1947 war er in der Schweiz, und von 1946 bis 1948 besuchte er in seiner Eigenschaft als Generalinspektor der naturhistorischen Provinzmuseen mehrere Départements Frankreichs. 1946 wurde er zum Leiter der nationalen Abteilung für naturhistorische Museen ernannt.
Als Wirbeltierzoologe interessierte sich Rode vor allem für Säugetiere, deren Morphologie, Biologie, Biogeographie, Systematik und taxonomische Serologie er studierte. Zu seinen Veröffentlichungen zählen Recherches sur l’organe sensoriel latéral des Téléostéens (1929), Catalogue systématique des Mammifères de France (1935, in Zusammenarbeit mit Robert Didier), Les Primates de l’Afrique (1937), Les Mammifères Ongulés de l’Afrique noire (1943–1944), Atlas des Mammifères de France (1946) sowie Les Chauves-souris de France (1947). Im Muséum nationale d’histoire naturelle richtete Rode ein Labor für Serologie ein, übernahm von 1939 bis 1940 die stellvertretende Leitung der Ménagerie du Jardin des Plantes und katalogisierte von 1938 bis 1943 die Säugetierarten in den Sammlungen des Museums. Rode war Mitglied zahlreicher wissenschaftlicher Gesellschaften, wie der Association des conservateurs de collections publiques de France oder der Association internationale des musées. Nach der Gründung der Zeitschrift Mammalia im Jahr 1936 wurde er Redakteur.
1948 erlitt Rode einen Herzinfarkt, am 23. September desselben Jahres starb er an einer Lungenentzündung.